# Livre-arbítrio (teologia)
Livre-arbítrio ou livre-alvedrio são expressões que denotam a vontade livre de escolha, as decisões livres dada por Deus ao homem.  Ele é um bem e um dom de Deus. A maioria dos crentes entende que o livre-arbítrio é a faculdade de escolhermos entre o Bem e o Mal. A existência do livre-arbítrio tem sido uma questão central na religião. O conceito de livre-arbítrio tem implicações religiosas. No domínio religioso o livre-arbítrio pode implicar que uma divindade onipotente não imponha seu poder sobre a vontade e as escolhas individuais. Existe debates na ética, psicologia, filosofia e ciência.

## Visão teológica

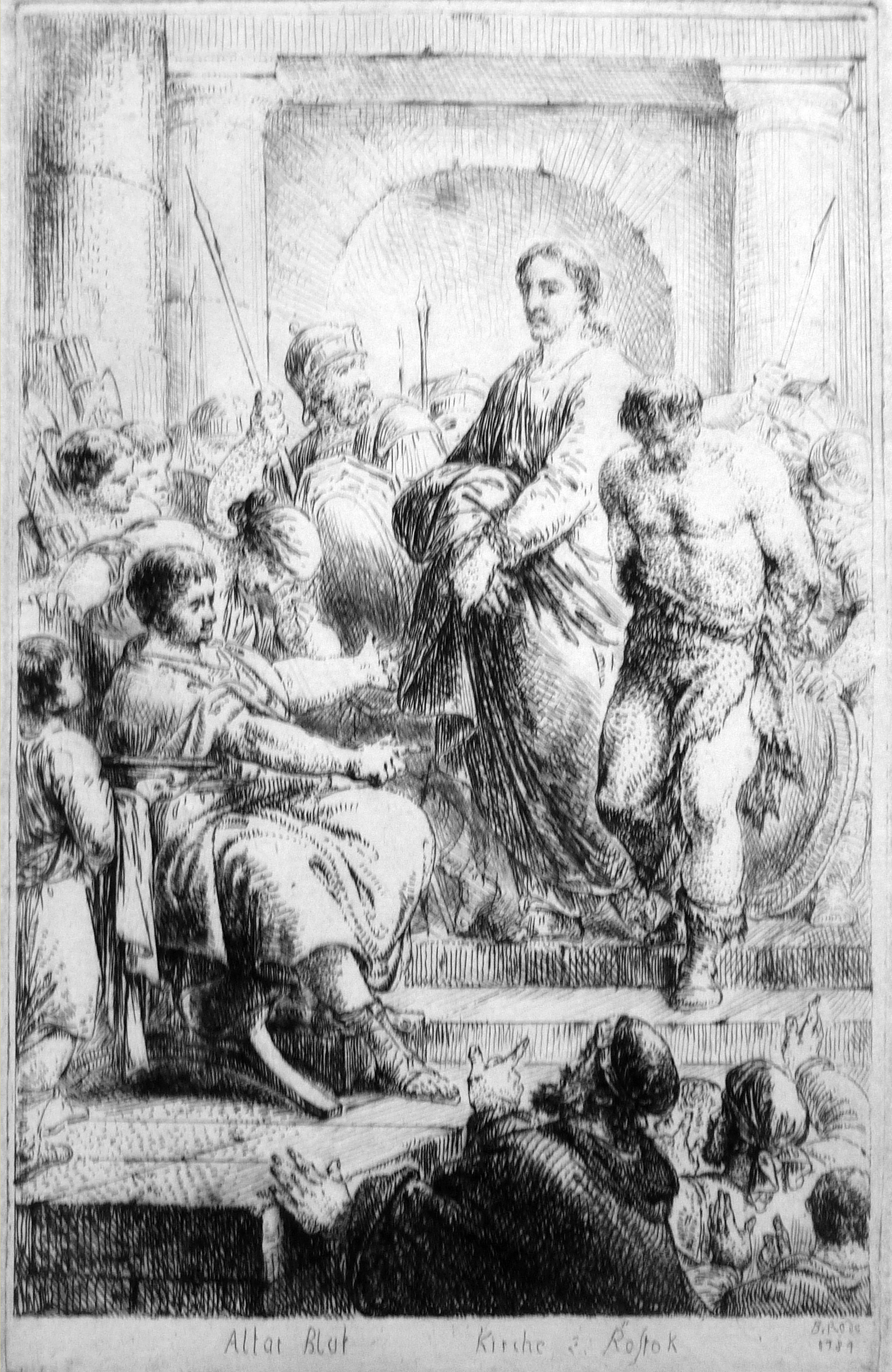
Pôncio Pilatos lavou as mãos da escolha feita.

### Religião cristã
Na visão Teológica Bíblica Doutrinaria, sendo ela na visão do antigo testamento ou novo testamento, nunca se aponta a ideia da Livre Decisão de Escolha, sem que haja uma consequência, portanto há uma decisão a ser tomada mas com a condição de condenação diante de Deus, exemplo escolher estar do lado do mal, vai me trazer consequências, por esse motivo não é uma livre escolha sem haver consequência. Para um melhor entendimento: Um funcionário faltou ao empreso e recebeu uma advertência, faltou novamente e foi desligado da empresa, ele teve seu arbítrio, mas não  ficou isento de punição, pois tinha conhecimento das regras.
O problema do livre-arbítrio assumiu um caráter bastante novo com o advento da religião cristã. A doutrina de que Deus criou o homem, ordenou que ele obedecesse à lei moral e prometeu recompensá-lo ou puni-lo por observância ou violação dessa lei, fez da realidade da liberdade moral uma questão de importância transcendente. A menos que o homem seja realmente livre, ele não pode ser responsabilizado por suas ações, assim como ser responsabilizado pela data de seu nascimento ou pela cor de seus olhos. Todos são inexoravelmente predeterminados para ele. Novamente, a dificuldade da questão foi aumentada ainda mais pelo dogma cristão da queda do homem e sua redenção pela graça. São Paulo, especialmente em sua Epístola aos Romanos, é a grande fonte da teologia católica da graça.
A questão do livre-arbítrio foi frequentemente debatido na igreja do Ocidente, assim no século IV, entre Agostinho de Hipona, e Pelágio, no século XVI entre Erasmo de Roterdão e Lutero e no século XVII entre Jansenistas e Jesuítas.
Em teologia frequentemente se alega que a doutrina da onisciência divina está em conflito com o livre-arbítrio. Afinal de contas, se Deus sabe exatamente o que ocorrerá, incluindo cada escolha feita por cada pessoa, o status das escolhas como livres está em questão. Parece que o conhecimento eterno de Deus sobre as escolhas individuais constrange a liberdade individual. Esse problema está relacionado ao problema aristotélico dos futuros contingentes: amanhã ocorrerá ou não ocorrerá uma batalha naval. Se haverá uma batalha naval, então isso é verdade hoje. Então seria necessário que a batalha ocorresse. Se não haverá, então, por um raciocínio similar, necessariamente não haverá. Isso significa que o futuro, qualquer que seja, está completamente fixado por verdades passadas, ou melhor, pelas proposições verdadeiras enunciadas no presente sobre o futuro.
Isso não é necessariamente verdade, visto que a imprevisibilidade está intimamente associada à aleatoriedade. A imprevisibilidade poderia significar indeterminismo e não livre-arbítrio, dessa forma é possível que uma atitude seja livre, mesmo sendo previsível.
Alguns filósofos creem que ter livre-arbítrio é equivalente a ter uma alma. Assim, de acordo com essa alegação, animais não têm livre-arbítrio, para aqueles que acreditam que os animais não têm alma, outros já acreditam que os animais têm tanto livre-arbítrio quanto alma. Com Calvino, a pré-ordenação de Deus é, se possível, ainda mais fatal para o livre arbítrio. O homem não pode realizar nenhum tipo de bom ato, a menos que seja necessário pela graça de Deus à qual é impossível resistir. É absurdo falar da vontade humana "cooperando" com a graça de Deus, pois isso implicaria que o homem poderia resistir à graça de Deus.  A vontade de Deus é a própria necessidade das coisas. Objeta-se que, neste caso, Deus às vezes imponha ordens impossíveis. Calvino e Lutero respondem que os mandamentos de Deus não nos mostram o que podemos fazer, mas o que devemos fazer.
Na condenação dessas opiniões, o Concílio de Trento declarou que o livre arbítrio do homem, movido e excitado por Deus, pode, por seu consentimento, cooperar com Deus, que excita e convida sua ação; e que ele pode assim se dispor e se preparar para obter a graça da justificação.

### Responsabilidade moral
Normalmente a sociedade considera as pessoas responsáveis pelas suas ações. Normalmente as pessoas são elogiadas ou reprovadas pelas suas ações. Contudo, muitos acreditam que a responsabilidade moral requer livre-arbítrio, isto é, a capacidade de agir de outro modo. Assim, outra questão importante é se os indivíduos sempre são moralmente responsáveis, e, se sim, tendem a pensar que o determinismo não combina com a responsabilidade moral. Afinal de contas, parece impossível que se possa considerar alguém responsável por uma ação que poderia ser prevista desde o início dos tempos.
Paulo de Tarso, na "Epístola aos Romanos" 9:21, põe a questão da responsabilidade moral da seguinte maneira: "Porventura não é o oleiro senhor do barro para poder fazer da mesma massa um vaso para uso honroso e outro para uso vil?" Nessa visão os indivíduos podem ser desonrados pelos seus atos mesmo embora esses atos sejam, no final das contas, completamente determinados por Deus. Uma visão similar defende que a culpabilidade moral do indivíduo repousa no seu caráter. Isto é, uma pessoa que Deus lhe deu um caráter de um assassino não tem outra escolha senão assassinar, mas ainda assim pode ser punida porque é certo punir aqueles que tem um mau caráter.

### Reformadores protestantes

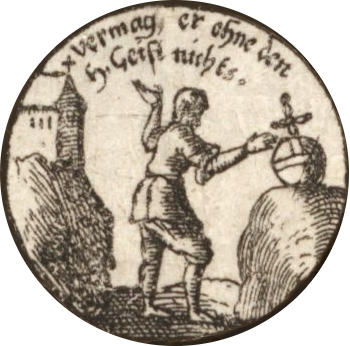
"...o arbítrio humano tem alguma liberdade para escolher a retidão civil e para realizar coisas sujeitas à razão. Mas é incapaz, sem o Espírito Santo, de realizar a justiça de Deus, ou seja, a retidão espiritual..." - Confissão de Augsburgo, art. 18: Sobre o Livre Arbítrio

Uma característica importante no ensino dos reformadores do século XVI, especialmente no caso de Lutero e Calvino, foi a negação do livre arbítrio. Escolhendo das Escrituras, e particularmente de São Paulo, os textos que enfatizavam a importância e a eficácia da graça, a providência predominante de Deus, Seus decretos de eleição ou predestinação e a fragilidade do homem, eles chegaram à conclusão de que a vontade humana, em vez de dominar seus próprios atos, é rigidamente predeterminada em todas as suas escolhas ao longo da vida.
Como conseqüência, o homem é predestinado antes de seu nascimento a punição eterna ou recompensa de tal maneira que ele nunca pode ter qualquer poder real sobre seu próprio destino. Em sua controvérsia com Erasmus, que defendia o livre arbítrio, Lutero declarou francamente que o livre arbítrio é uma ficção, um nome que não cobre realidade, pois não está no poder do homem pensar bem ou mal, uma vez que todos os eventos ocorrem por necessidade.
Em resposta ao "De Libero Arbitrio" de Erasmus, ele publicou seu próprio trabalho, "De Servo Arbitrio", que se orgulha de enfatizar o desamparo e a escravidão do homem. A predestinação de todos os futuros atos humanos de Deus é interpretada de modo a excluir qualquer possibilidade de liberdade. Uma necessidade interna inflexível transforma a vontade do homem em qualquer lugar que Deus predeterminar.  A vontade pode resistir à graça, se assim o desejar. Não é como uma coisa sem vida, que permanece puramente passiva. Enfraquecido e diminuído pela queda de Adão, o livre arbítrio ainda não é destruído na corrida (Sess. VI, cap. I e v).
Um ponto levantado por Arminius é em relação ao livre arbítrio. A doutrina arminiana faz uma releitura das idéias pelagianas, o semipelagiano. Para os arminianos, após a queda de Adão o homem ficou em completo abandono espiritual. Deus deu ao homem a capacidade de regeneração, para que cada ser humano tenha a possibilidade de salvação, através da fé e do arrependimento. Dessa forma, tem o homem a liberdade entre escolher o bem e o mal. Isso mostra que a natureza de Adão não é de toda escravizada pelo pecado, dando-lhe, assim, a possibilidade de libertar-se por opção. O homem pode, inclusive, resistir a ação do Espírito Santo – o que é inadmissível para os calvinistas. É necessaraia a livre contribuição do homem para se chegar a salvação.
Os calvinistas arrazoam que a natureza pecaminosa do homem impede qualquer aproximação de Deus. Não tem absolutamente nada que lhes fazem aproximarem do Criador, a não ser o irresistível chamado do Espírito Santo. A fé que o pecador tem já é uma dádiva especial de Deus, concedida seletivamente somente para aqueles predestinados desde a fundação dos séculos. Devido sua tradição pentecostal, ser fortemente arminiana, esse ponto é o que a Congregação Cristã mais próximo chega da teoria calvinista. A Graça de Deus é revelada a poucos – a quem ele quer a salvação, da forma que ele quer. A vontade de Deus é soberana na escolha dos salvos, independentemente de qualquer ação da pessoa. Para cada indivíduo selecionado, Deus o instrumentaliza com fé e forças necessárias. Não são as qualidades do ser humano que o faz apreciável a salvação diante dos olhos Divinos. Nesses termos, a salvação é muito mais fruto de uma decisão de Deus pelo pecador do que o inverso.
É muito popular na Congregação Cristã o versículo de que "muitos são chamados, mas pouco são escolhidos". Subentende-se aqui que mais do que a vontade de Deus, é necessário também o homem fazer sua parte. O livre arbítrio do homem pode redundar em negativa ao chamado espiritual. O ato de crer do homem é que possibilita a ação do Espírito Santo. Ao perguntar se alguém aceitava Jesus, dá-se erroneamente ao homem a livre opção para sua salvação.
A Congregação Cristã uma soteriologia muito próxima a arminiana, resumindo-se a:
- a) salvação adquirida por esforços de Deus (o comando) e do homem (a resposta a priori sem propósito);
- b) a salvação está disponível a humanidade, precisando para isso Deus dar a fé;
- c) as escolhas do homem são fundamentais para a salvação dos escolhidos;
- d) a salvação é disponibilizada somente por Deus e adquirida pelo homem mediante a fé – resultante da ação resistível do Espírito Santo.[10]

### Arminiano
O Arminianismo, pelo menos em sua forma clássica, nega o livre-arbítrio após a Queda. Tanto para Jacó Armínio como para arminianos como John Wesley, o livre-arbítrio do homem caído está destruído. A menos que seja assistida pela graça divina, a vontade do homem é livre apenas para o mal. Claro que esse tipo de Arminianismo difere-se bastante da forma de Arminianismo mais propagada na atualidade.
- Livre-arbítrio - Segundo os arminianos, é a condição que Deus dá ao homem para agir e ser livre, com capacidade para fazer as suas próprias escolhas, inclusive aquelas que não estão de acordo com a vontade divina. O Eterno tem poder para impedir que o homem faça o bem e o mal, no entanto deixa o caminho livre, cabendo ao homem decidir, sendo ele responsável por seus próprios atos. (SARP)

Na teologia arminiana Deus é descrito como onisciente e onipotente. Por causa disso muitas pessoas, acreditam não apenas que Deus sabe quais decisões o indivíduo tomará amanhã, mas também que Deus determina tais escolhas. Todavia, proponentes do livre-arbítrio alegam que o conhecimento de um acontecimento é totalmente diferente da causação do acontecimento.

### Calvinismo
Os calvinistas defendem a ideia que Deus escolhe aqueles que serão salvos antes da criação. Um dos maiores defensores dessa visão teológica é Jonathan Edwards.
Edwards defende que o indeterminismo é incompatível com a dependência dos indivíduos em relação a Deus, e, por conseguinte, com sua soberania. Ele conclui que se as respostas dos indivíduos à graça de Deus são contra-causalmente livre, então sua salvação depende parcialmente deles (indivíduos), e por isso a soberania de Deus é absoluta e universal. No livro Liberdade da Vontade Edwards defende o determinismo teológico, e alega que o libertarianismo é incoerente. Por exemplo, ele argumenta que por autodeterminação o libertarianismo quer dizer ou que as ações do indivíduo, incluindo seus atos de vontade, são precedidos por um ato de vontade, o que leva a um regresso ao infinito, ou que os atos da vontade do indivíduo não têm causas suficiente, o que nos levaria a concluir que os atos da vontade ocorrem acidentalmente. Sendo assim, o livre-arbítrio não torna ninguém digno de louvor ou reprovação.
Uma posição parecida com a de Edwards foi defendida recentemente pelo filósofo Galen Strawson. Strawson, em vista do problema do regresso ao infinito dos atos da vontade, conclui que a responsabilidade moral é impossível.
Não se deve pensar, contudo, que essa visão nega completamente a liberdade de escolha. Ela reivindica que o homem é livre para agir a partir dos seus impulsos e desejos, mas não é livre para agir contra eles, ou para mudá-los. Defensores como John L. Girardeau indicaram sua crença que a neutralidade moral é impossível. Mesmo que ela fosse possível, e uma pessoa estivesse igualmente inclinada a opiniões contrárias, a pessoa não poderia fazer escolha alguma. Se ele estivesse inclinado, mesmo um pouquinho, em direção a uma opção, então ela necessariamente escolherá essa opção ao invés das outras.
Cristãos não-calvinistas tentam uma reconciliação dos conceitos duais de predestinação e livre-arbítrio apontado para a situação de Deus como Cristo. Tomando a forma de um homem, um elemento necessário desse processo é que Jesus Cristo viva a existência de um mortal. Quando Jesus nasceu ele não tinha o poder onisciente de Deus, mas a mente de uma criança humana -- e ainda assim ele era Deus por inteiro. Isso cria o precedente que Deus pode abandonar o conhecimento, ou ignorar o conhecimento, e ainda assim permanecer Deus por inteiro. Assim não é inconcebível que embora a onisciência exija que Deus conheça o futuro dos indivíduos, está no seu poder negar esse conhecimento para preservar o livre-arbítrio individual.
Todavia, uma reconciliação mais compatível com a teologia não-calvinista diz que Deus não está ciente de eventos futuros, mas antes, sendo eterno, ele está fora do tempo, e vê o passado, o presente e o futuro como uma criação completa. Consequentemente, não é como se Deus fosse saber antes que alguém seria culpado de homicídio. Ele é ciente da eternidade, vendo todos os momentos como um único presente. Não impondo a si uma posição de "escolha" divina, mas de "conhecimento".

### Catolicismo
Teólogos católicos aceitam a ideia de livre-arbítrio universalmente, mas geralmente não veem o livre-arbítrio como existindo separadamente ou em contradição com a graça divina. Santo Agostinho e São Tomás de Aquino escreveram bastante sobre o livre-arbítrio. Agostinho foca no livre-arbítrio nas suas respostas aos maniqueus, e nas limitações de um conceito de livre-arbítrio como negação da graça divina.
A ênfase católica no livre-arbítrio e na graça divina frequentemente é contrastada com a predestinação no cristianismo protestante, especialmente após a contra-reforma. Na compreensão das diferentes concepções de livre-arbítrio é importante entender as diferentes concepções da natureza de Deus, focando no problema da conciliação entre um Deus onipotente e onisciente e os indivíduos supostamente com livre-arbítrio.

### Comunismo cristão
O livre-arbítrio também é tema dos debatedores do comunismo cristão. Porque alguns cristãos interpretam a Bíblia como defendendo que a forma ideal de sociedade é o comunismo, oponentes dessa teoria alegam que o estabelecimento de um sistema comunista em larga escala infringiria o livre-arbítrio das pessoas pela negação a elas da liberdade de tomar certas decisões por si mesmas. Os comunistas cristãos se opõem argumentando que o livre-arbítrio é e sempre será limitado em alguma medida pelas leis humanas. Esse pensamento se opõe a Romanos 3, quando Paulo diz que o homem é responsável mesmo que não consiga cumprir a Lei.

### Metodismo

O logotipo "cruz e chama" da Igreja Metodista Unida.

O metodismo é um ramo protestante nascido no século XVIII na Inglaterra, graças a dois grandes clérigos anglicanos, principalmente: John Wesley e George Whitefield. O motivo de discórdia e posterior separação (não inimizade ou conflito, já que, por exemplo, Wesley foi o pregador no serviço fúnebre de seu grande amigo Whitfield!)foi exatamente essa questão. Whitefield era calvinista e Wesley arminiano. Arminianismo é uma teoria teológica surgida nos Países Baixos e que influenciou um bom tanto da teologia ocidental, embora condenada pelos calvinistas no Sínodo de Dort, que condenou Tiago Armínio. No entanto hoje, grande parte, senão maioria da cristandade protestante é arminiana. O arminianismo consiste na crença da doutrina do livre-arbítrio, explicado da seguinte maneira, opondo-se aos famosos cinco pontos do Calvinismo(TULIP): Os cinco artigos de fé contidos na “Remonstrance” podem ser resumidos no seguinte:
1. Deus elege ou reprova na base da fé prevista ou da incredulidade.
2. Cristo morreu por todos os homens, em geral, e em favor de cada um, em particular, embora somente os que creem sejam salvos.
3. Devido à depravação do homem, a graça divina é necessária para a fé ou qualquer boa obra.
4. Essa graça pode ser resistida.
5. Se todos os que são verdadeiramente regenerados vão seguramente perseverar na fé é um ponto que necessita de maior investigação. Esse último ponto foi depois alterado para ensinar definitivamente a possibilidade de os realmente regenerados perderem sua fé, e, por conseguinte, a sua salvação. Todavia, nem todos os arminianos estão de acordo, nesse ponto. Há muitos que acreditam que os verdadeiramente regenerados não podem perder a salvação e estão eternamente salvos.

A salvação é realizada através da combinação de esforços de Deus (que toma a iniciativa) e do homem (que deve responder a essa iniciativa) o que é chamado de sinergismo, contra o monergismo calvinista. A resposta do homem é o fator decisivo (determinante). Deus tem providenciado salvação para todos, mas Sua provisão só se torna efetiva (eficaz) para aqueles que, de sua própria e livre vontade, “escolhem” cooperar com Ele e aceitar Sua oferta de graça. No ponto crucial, a vontade do homem desempenha um papel decisivo. Este era o sistema de doutrina apresentado na “Remonstrance” (Representação) dos Arminianos e rejeitado pelo sínodo de Dort.
No entanto, o pensamento wesleyano e metodista diferem um pouco do arminianismo original, pois Wesley reafirma que a salvação é obra da graça e tão somente dela e adota o princípio da certeza da salvação,. por exemplo.

### Mormonismo
A Igreja de Jesus Cristo dos Santos dos Últimos Dias crê que Deus concedeu a cada um de seus filhos o livre-arbítrio, ou seja, a capacidade de agirem por si mesmos. Entretanto, cada um é responsável por suas escolhas não podendo culpar as circunstâncias, família ou amigos. As consequências podem não ser imediatas, mas elas sempre virão. Escolher o bem e a retidão leva à felicidade, à paz e à vida eterna, enquanto que a escolha do pecado e do mal no final leva ao sofrimento e à angústia.

### Igreja Ortodoxa
O conceito de livre-arbítrio é muito importante para as igrejas ortodoxas, particularmente as ortodoxas orientais, e especialmente as afiliadas coptas. Tal como ocorre no judaísmo, o livre-arbítrio é axiomático. Todos são vistos como tendo escolha livre para decidir em que medida seguir a própria consciência.

### Espiritismo
O Espiritismo afirma que toda causa provoca um efeito e que todo efeito advém de uma causa. Neste contexto, Deus é a causa primária de todas as coisas. Afirma-se que o livre-arbítrio ganha proporções maiores à medida que o grau de evolução (moral e intelectual) do espírito se desenvolve. O livre-arbítrio pode ser limitado em determinadas situações, quando isso proporcionar evolução na condição moral e intelectual do espírito, como exemplo, no caso das reencarnações compulsórias, onde o espírito "ocioso" é compelido a reencarnar mesmo contra sua vontade, subjugando-se seu livre-arbítrio.
O livre-arbítrio é a liberdade de escolha que temos dentro das limitações que nos impomos por falta de evolução moral e intelectual, ou seja, falta de conhecimento.

## Judaísmo
Para os judeus, Deus criou o mundo, descansou ao 7º dia, mas deu à humanidade o livre arbítrio para completar a criação. O livre-arbítrio/boas decisões orientam e ajudam a salvar todas as vidas em risco.
No judaísmo o livre-arbítrio implica em estar-se consciente das diferenças entre os desejos do corpo e as aspirações da alma. A alma é o verdadeiro ser humano. Segundo o Talmud (Pirquei Avot 3:18):  "Deus criou o mundo para dá-lo aos seres humanos. Ele deseja dar-nos tudo o que há de bom no mundo. Mas para isso, quer que sejamos independentes e independência implica escolha. Por isso, Deus criou o homem, concedendo-lhe o livre-arbítrio. E o exercício deste livre-arbítrio é algo que só pode ser feito por nós". e nas Leis de Teshuvá (Arrependimento), capítulos 5 e 6. O significado do livre arbítrio é simplesmente que uma pessoa é livre para agir, falar e pensar, e sempre tem a opção de fazer ou não o bem.
Diariamente o judeu deve recitar nas Preces matinais a bênção (Brachot Hashachar) Bendito seja Deus..que não me fez um servo”. Isto se refere ao escravo canaanita e a recitamos para agradecer a Deus pela liberdade de serví-Lo sem restrições de cumprir todos os mandamentos da Torá, não apenas alguns, como é o caso do servo. Num sentido mais profundo, essa bênção nos lembra que somos livres não só da servidão a outros, mas também da servidão à nosso própria natureza.
O Cuzari, uma obra medieval, discute fé, razão, intelecto humano, ética e moral, e como é possível compatibilizar o livrearbítrio humano com o poder, o julgamento e a onisciência divinos. A ideia de que Deus controla o mundo, determinando a trajetória e os detalhes de sua história, é forte no judaísmo e é uma das questões teológicas que contribuem para o problema judaico do livre arbítrio.

## Ensinamento oriental

### Hindu

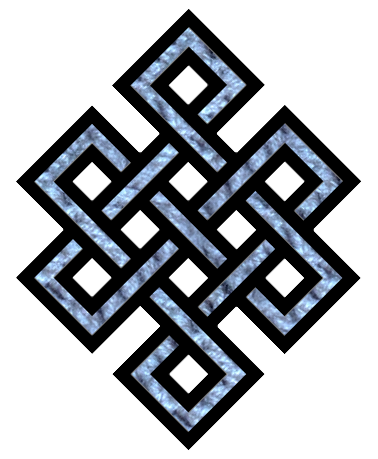
Símbolos de carma, como um nó sem fim, são motivos culturais comuns na Ásia.

Swami Vivekananda resume: "a mente é parte integrante da natureza, a qual está vinculada à lei de causalidade. Porque a mente está vinculada a uma lei, ela não pode ser livre. A lei de causalidade como aplicada à mente é chamada karma."

### Budista
Thanissaro Bhikkhu ensina: "os ensinamentos de Buda sobre o karma são interessantes por causa da sua combinação de causalidade-efeito e livre-arbítrio. Se as coisas fossem totalmente causadas não haveria meio de se desenvolver uma habilidade -- suas ações seriam totalmente determinadas. Caso não houvesse causalidade alguma as habilidades seriam inúteis, pois as coisas estariam mudando constantemente sem qualquer tipo de rima ou razão entre elas. Mas é porque há um elemento de causalidade e porque há um elemento de livre-arbítrio que você pode desenvolver habilidades na vida. Você se pergunta: o que está envolvido no desenvolvimento de uma habilidade? - basicamente, segundo os ensinamentos de Buda, isso significa ser sensível a três predicados: 1) é ser sensível a causas vindo do passado; 2) é ser sensível ao que você está fazendo no momento presente; e 3) é ser sensível aos resultados do que você está fazendo no momento presente -- como essas três coisas vêm juntas.".

## Visões filosóficas e científicas
Há várias visões sobre a existência da "liberdade metafísica", isto é, se agentes conscientes têm o poder de escolher entre alternativas genuínas.